# Юлій Констанцій
Флавій Юлій Констанцій (*Flavius Iulius Constantius, між 294 та 300 —†337) — державний діяч Римської імперії.

## Життєпис
Походив з династії Костянтина. Син імператора Констанція I та Теодори. Молодість провів у Толосі (сучасна Тулуза, Франція). після перемоги його зведеного брата Костянтина I над Ліцинієм був запрошений до Константинополя. Тут увійшов до стану патриціїв, а у 335 році стає консулом (разом Цейонієм Руфієм Альбіном).
Після смерті у 337 році імператора Юлій Констанцій висинув свою претензії на частину влади в імперії. Втім легіонери виступили за передачу усієї влади синам Костянтина I. В результаті Юлія Констанція було вбито.

## Родина
1. Дружина — Гала
Діти:
- Констанцій Галл
- Констанція, дружина Констанція II
- син (ім'я невідоме)

2. Дружина — Василина, донька Юлія Юліана, префекта Єгипту
Діти:
- Флавій Клавдій Юліан